# Rodengo-Saiano
Rodengo-Saiano là một đô thị thuộc tỉnh Brescia trong vùng Lombardia ở Ý. Đô thị này có diện tích 12,86 km², dân số 9841 người. 
Đô thị này giáp với các đô thị sau: Castegnato, Gussago, Monticelli Brusati, Ome, Paderno Franciacorta, Passirano.